# Мецилій Гіларіан
Мецилій Гіларіан (*Mecilius Hilarianus, д/н — після 354) — державний діяч Римської імперії.

## Життєпис
Походження достеменно невідоме. У 316 році Гіларіан був коректором (намісником) Луканії та Бруттії. У 324 році стає проконсулом Африки і отримує титул vir clarissimus.
У 332 році призначено консулом (разом з Луцієм Папієм Пакаціаном). У 337 році підтримав імператора Константа у боротьбі з братами. У 338—339 роках Мецілій був міським префектом Риму.
Після загибелі Константа у 350 році втік до імператора Констанція II. після перемоги останнього над Магненцієм повернувся до Риму. Тоді або в 354 році призначається преторіанським префектом Італії. Подальша доля невідома.